# オン・ザ・ロード〜不屈の男、金大中〜
『オン・ザ・ロード〜不屈の男、金大中〜』（おんざろーど ふくつのおとこ きむでじゅん、原題：길위에 김대중、英題：Kim Dae Jung on the Road）は、2024年公開の韓国のドキュメンタリー映画。韓国元大統領の金大中の1987年の大統領選挙直前までの半生をたどった作品である。

## 概要
2013年、金大中追悼事業会のチョン・ジンベク会長は金大中平和センターに金大中のドキュメンタリーの制作を提案した。金大中の妻の李姫鎬の承諾を得たのち、プロジェクトが始まった。李姫鎬は2019年6月10日に死去。そしてこの年、チョン会長は『接続 ザ・コンタクト』や『JSA』などのヒット作を制作したミョンフィルムにサポートを依頼した。監督を打診されたのはドキュメンタリー作家のミン・ファンギだった。しかし1968年生まれのミンにとって、1987年の大統領選挙における野党統一候補化の失敗の傷は大きく（金大中、金泳三、金鍾泌の3人が出馬した結果、与党の盧泰愚が当選した）、当初は引き受けるのを躊躇したという。ミンはひとまず、2018年に自殺した国会議員の魯会燦のドキュメンタリー映画『노회찬6411』の演出にとりかかった。同作は2021年10月に公開された。
ミンが気持ちを変えたのは金大中が1987年に光州市を訪れた際の映像を見たときだった。「歓迎する市民の姿に衝撃を受けた。どうしてこれほどまで人々を熱狂させるのか知りたいと思った」という。制作会社にはミョンフィルムのほかシネマ6411が加わり、同社代表のチェ・ナギョンがプロデューサーを務めた。2022年から制作チームは1700時間分の映像資料を1日12時間ずつ5ヶ月間検討し、映画の方向性を決めた。
一般公開にさきがけて、世界各国で自主上映会が行われた。2024年1月5日には南アフリカ共和国のヨハネスブルグで、1月6日には米国のフィラデルフィアとカナダのトロントで上映された。1月8日には日本でも金大中財団海外委員会日本支部の主催により、新宿で無料試写会が開かれた。
2024年1月10日、本国で一般公開された。原題の『길위에 김대중（道の上に金大中）』は、「私は常に道の上にいた。呼ばれればどこにでも行った」という金大中自身の言葉からとられた。
同年1月22日、元大統領の文在寅は妻の金正淑とともに慶尚南道梁山市の映画館で鑑賞し、「私の心に最も強く残っている金大中元大統領の姿は、盧武鉉元大統領が亡くなった葬儀の日に権良淑夫人の前ですすり泣いている姿だ。それはまさしく今日の映画の中で5.18民主墓地の前で泣く彼の姿と同じものである」とコメントした。
上映された映画館と上映回数はともに少なかったが、全国で約13万人の観客を動員した。
同年8月、続編の製作が『大統領金大中』とのタイトルで本格的に始まったと韓国で報じられた。監督はチョン・ソンフン。
同年11月1日、日本で一般公開された。日本での公開に当たり、チャン・ヒョンソンによるナレーションはソウジ・アライによる日本語のナレーションに差し替えて再編集された。また、上映時間はオリジナル版より3分長い。